# 終着駅 トルストイ最後の旅
『終着駅 トルストイ最後の旅』（しゅうちゃくえきトルストイさいごのたび、原題：The Last Station）は、2009年のイギリス・ドイツ・ロシア合作の伝記映画。原作は、ロシアの作家レフ・トルストイの晩年を描いたジェイ・パリーニの『終着駅 トルストイの死の謎』。第82回アカデミー賞において、主演女優賞と助演男優賞でノミネートを受けた。

## キャスト
※括弧内は日本語吹替
- ソフィヤ・トルストイ - ヘレン・ミレン（倉野章子）
- レフ・トルストイ - クリストファー・プラマー（坂口芳貞）
- ワレンチン・ブルガコフ - ジェームズ・マカヴォイ（平川大輔）
- ウラジミール・チェルトコフ - ポール・ジアマッティ（岩崎ひろし）
- サーシャ・トルストイ - アンヌ＝マリー・ダフ（甲斐田裕子）
- マーシャ - ケリー・コンドン
- ダシャン - ジョン・セッションズ（英語版）
- セルゲンコ - パトリック・ケネディ（英語版）

## 受賞・ノミネート
| 賞                                     | 部門       | 候補者                   | 結果       |
| -------------------------------------- | ---------- | ------------------------ | ---------- |
| 第82回アカデミー賞                     | 主演女優賞 | ヘレン・ミレン           | ノミネート |
| 第82回アカデミー賞                     | 助演男優賞 | クリストファー・プラマー | ノミネート |
| 第67回ゴールデングローブ賞             | 主演女優賞 | ヘレン・ミレン           | ノミネート |
| 第67回ゴールデングローブ賞             | 助演男優賞 | クリストファー・プラマー | ノミネート |
| 第25回インディペンデント・スピリット賞 | 作品賞     | 作品賞                   | ノミネート |
| 第25回インディペンデント・スピリット賞 | 主演女優賞 | ヘレン・ミレン           | ノミネート |
| 第25回インディペンデント・スピリット賞 | 助演男優賞 | クリストファー・プラマー | ノミネート |
| 第25回インディペンデント・スピリット賞 | 監督賞     | マイケル・ホフマン       | ノミネート |
| 第14回サテライト賞                     | 助演男優賞 | クリストファー・プラマー | ノミネート |
| 第16回全米映画俳優組合賞               | 主演女優賞 | ヘレン・ミレン           | ノミネート |
| 第16回全米映画俳優組合賞               | 助演男優賞 | クリストファー・プラマー | ノミネート |